# عبدالعلی‌بیگ امیرجانف
عبدالعلی‌بیگ امیرجانف (ترکی آذربایجانی: Əbdüləli bəy Əmircanov Şirəli bəy oğlu) دولت‌مرد آذربایجانی بود، که در سال‌های مختلف وزارت‌های دارایی، و مالیات جمهوری دمکراتیک آذربایجان را به عهده داشت. در عین حال، او عضو شورای ملی آذربایجان بود، که بعداً به مجلس جمهوری دمکراتیک تبدیل شد.

## زندگی‌نامه
عبدالعلی‌بیگ امیرجانف در سال ۱۸۷۰، در شهر شکی امپراتوری روسیه زاده شد. در سال ۱۸۸۸، از «دانشگاه تربیت مدرس آلکساندر» واقع در تفلیس دانش‌آموخته شد. سپس در مدارسی در شکی و لنکران آموزگاری کرد. او که عضو جامعه دانش بنیاد «نشر معارف» (به ترکی آذربایجانی: Nəşri-Maarif) بود، در ترویج سوادآموزی بین مردم کوشش فروانی از خود نشان می‌داد. بعد به معاونت «مؤسسه خیریه اسلامی» رسید. در پی انقلاب فوریه روسیه در سال ۱۹۱۷، فعالیت‌های سیاسی خود را آغاز کرد.

## کارنامه سیاسی
بعد از تأسیس جمهوری دمکراتیک آذربایجان، عبدالعلی‌بیگ امیرجانف حضور بیشتری در عرصه سیاسی کشور یافت. در ۱۷ ژوئن ۱۹۱۸، زمانی که دومین هیئت دولت جمهوری یادشده تشکیل شد، وی به عنوان وزیر دارایی منصوب گردیده و تا تغییر مجدد کابینه و تعیین او به عنوان وزیر مالیات در ۶ اکتبر همان سال در این سمت باقی ماند. وی تا ۷ دسامبر سمت جدیدش را عهده‌دار شده و بعد به عنوان نامزد مستقل به مجلس ملی راه یافت.
عبدالعلی‌بیگ امیرجانف عضو کمیسیون‌های مالیه- بودجه، و نیز ممیزی مالیاتی مجلس بود. وی یکی از مؤسسان شرکت «دیانت» بود، که در راستای گسترش و تعمیق روابط و تعاملات تجاری با کشورهای همسایه ایجاد شد. عبدالعلی‌بیگ امیرجانف همراه با بهبودخان جوانشیر در کنار اردوی اسلام قفقاز عثمانی در خط مقدم نبرد باکو جنگیدند.
متعاقب براندازی جمهوری دمکراتیک و استیلای آذربایجان توسط بلشویکها در ۲۸ آوریل سال ۱۹۲۰، عبدالعلی‌بیگ امیرجانف وادار به مهاجرت به ترکیه شد و در سال ۱۹۴۸ در استانبول درگذشت.